# Кешиш, Абделлатиф
Абделати́ф Кеши́ш (араб. عبداللطیف کشیش‎, фр. Abdellatif Kechiche; родился 7 декабря 1960 года, Тунис, Тунис) — французский актёр тунисского происхождения, режиссёр театра и кино, сценарист и продюсер.
В шестилетнем возрасте вместе с родителями эмигрировал во Францию. Вырос в Ницце. В 1978 году осуществил свою первую постановку на сцене Арен де Симье (Arenes de Cimiez). В 23 года дебютировал как актёр в фильме «Чай с мятой» режиссёра Абделькрима Бахлула.
Первая картина Кешиша-режиссёра «По вине Вольтера» получила приз «Лев будущего» Венецианского фестиваля 2000 года.
Обладатель «Золотой пальмовой ветви» 2013 года за фильм «Жизнь Адель».

## Фильмография

### Режиссёрские работы
- 2000 — «Во всём виноват Вольтер» / La faute à Voltaire
- 2003 — «Увёртка» («Уклонение», премия Сезар за лучший фильм, сценарий и режиссуру)
- 2007 — «Кус-кус и барабулька» (премия ФИПРЕССИ и специальная премия жюри Венецианского МКФ, премия Сезар за лучший фильм, сценарий и режиссуру)
- 2010 — «Чёрная Венера» / La Vénus noire
- 2013 — «Жизнь Адель» («Золотая пальмовая ветвь» МКФ в Канне)
- 2017 — «Мектуб, моя любовь» / Mektoub, My Love: Canto Uno (участие в 74-м Венецианском кинофестивале)
- 2019 — «Мектуб, моя любовь 2» / Mektoub, My Love: Intermezzo (участие в 72-м Каннском кинофестивале)

### Сценарные работы
- 2000 — «Во всём виноват Вольтер» / La faute à Voltaire
- 2003 — «Увёртка» (и адаптация)
- 2007 — «Кус-кус и барабулька» (премия ФИПРЕССИ и специальная премия жюри Венецианского МКФ, премия Сезар за лучший фильм, сценарий и режиссуру)
- 2010 — «Чёрная Венера» / La Vénus noire (и адаптация)
- 2013 — «Жизнь Адель» (и адаптация)
- 2017 — «Мектуб, моя любовь» / Mektoub, My Love: Canto Uno
- 2019 — «Мектуб, моя любовь 2» / Mektoub, My Love: Intermezzo

### Продюсерские работы
- 2013 — «Жизнь Адель»
- 2017 — «Мектуб, моя любовь» / Mektoub, My Love: Canto Uno
- 2019 — «Мектуб, моя любовь 2» / Mektoub, My Love: Intermezzo